# BGL Luxembourg Open 2013
Il BGL Luxembourg Open 2013 è stato un torneo di tennis giocato sul cemento indoor. È stata la 23ª edizione del BGL Luxembourg Open, che fa parte della categoria WTA International nell'ambito del WTA Tour 2013. Si è giocato a Lussemburgo, in Lussemburgo dal 12 al 20 ottobre 2013.

## Partecipanti WTA

### Teste di serie
| Nazionalità | Giocatore          | Ranking* | Testa di serie |
| ----------- | ------------------ | -------- | -------------- |
| Danimarca   | Caroline Wozniacki | 9        | 1              |
| Stati Uniti | Sloane Stephens    | 12       | 2              |
| Germania    | Sabine Lisicki     | 14       | 3              |
| Belgio      | Kirsten Flipkens   | 19       | 4              |
| Rep. Ceca   | Lucie Šafářová     | 28       | 5              |
| Germania    | Mona Barthel       | 34       | 6              |
| Canada      | Eugenie Bouchard   | 35       | 7              |
| Serbia      | Bojana Jovanovski  | 37       | 8              |

* Ranking al 7 ottobre 2013.

### Altre partecipanti
Giocatrici che hanno ricevuto una Wildcard per il tabellone principale:
- Timea Bacsinszky
- Mandy Minella
- Heather Watson

Giocatrici passate dalle qualificazioni:

- Sesil Karatančeva
- Kristína Kučová
- Katarzyna Piter
- Tereza Smitková

## Campionesse

### Singolare
Caroline Wozniacki ha sconfitto in finale  Annika Beck per 6-2, 6-2.
- È il ventunesimo titolo in carriera per la Wozniacki e il primo del 2013.

### Doppio
Stephanie Vogt /  Yanina Wickmayer hanno sconfitto in finale  Kristina Barrois /  Laura Thorpe per 7–6(2), 6-4.